# Mes six amours et mon chien
Pour plus de détails, voir Fiche technique et Distribution.
Mes six amours et mon chien (titre original My Six Loves) est un film américain réalisé par Gower Champion, sorti en 1963.

## Synopsis
Actrice à succès à Broadway, Janice Courtney fait un malaise tant elle est épuisée. Un médecin lui conseille d'aller se reposer quelque temps dans sa maison du Connecticut. Dans un cabanon de sa propriété, Janice découvre six enfants et un gros chien qui vivent ensemble. Janice les ramène chez elle et s'occupe d'eux grâce à l'aide de la gouvernante Ethel et du pasteur Jim Larkin. Cette condition de mère lui plaît mais Janice retourne finalement à New York jouer une nouvelle pièce quand sa productrice la convainc de reprendre sa carrière.
Quand l'un des enfants disparaît, Janice, paniquée, abandonne son rôle à Broadway. Une fois l'enfant retrouvé, elle se rend compte qu'elle souhaite vivre sa vie avec Jim et les enfants.

## Fiche technique
- Titre original : My Six Loves
- Titre français : Mes six amours et mon chien
- Réalisation : Gower Champion
- Scénario : John Fante, Joseph Calvelli, William Wood et Peter V.K. Funk
- Photographie : Arthur E. Arling
- Musique : Walter Scharf
- Pays d'origine :  États-Unis
- Format : Couleurs - 1,85:1 - Mono
- Genre : comédie
- Durée : 101 minutes
- Date de sortie : 1963

## Distribution
- Debbie Reynolds : Janice Courtney
- Cliff Robertson : Révérend Jim Larkin
- David Janssen : Marty Bliss
- Eileen Heckart : Ethel
- Hans Conried : Kinsley Kross
- Mary McCarty : Doreen Smith
- John McGiver : Juge Harris
- Max Showalter : B.J. Smith
- Alice Ghostley : Selena Johnson
- Alice Pearce : Chauffeur de bus
- Pippa Scott : Dianne Soper
- Leon Belasco : Mario
- Jim Backus : Shériff